# Saint-Valery-en-Caux
Pour les articles homonymes, voir Saint-Valery (homonymie).
Saint-Valery-en-Caux (prononcé [sɛ̃valʁiɑ̃ko:]), Saint-Valdy en normand,  est une commune française située dans le département de la Seine-Maritime en région Normandie.

## Géographie

### Situation
Situé sur le littoral du pays de Caux, à environ 60 km au nord de Rouen, Saint-Valery-en-Caux est le chef-lieu d'un canton de l'arrondissement de Dieppe.
Saint-Valery-en-Caux se trouve à 30 km de Dieppe et de Fécamp et à une dizaine de kilomètres de la centrale nucléaire de Paluel qui se situe plus précisément au lieu-dit Conteville.

### Caractéristiques
C'est une petite station balnéaire équipée d'un port, d'une médiathèque, d'un centre culturel (Le Rayon Vert), d'un casino avec cinéma et night-club. Elle possède également une église du Moyen Âge, un clocher (le clocher Saint-Léger), un cloître (le cloître des Pénitents) et une chapelle.

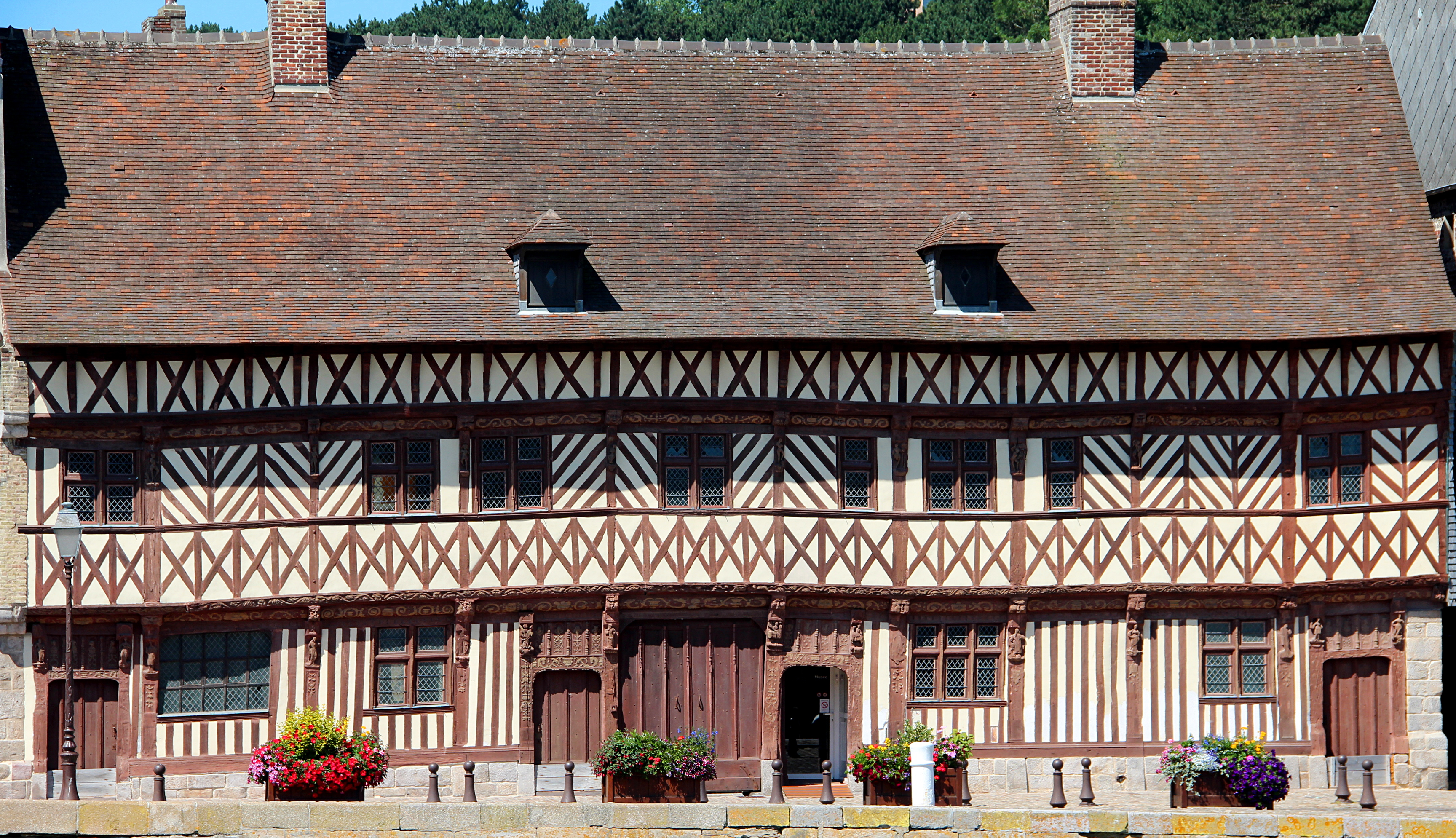
Maison dite de Henri IV.

### Hydrographie
La commune est située dans le bassin Seine-Normandie. Elle n'est drainée par aucun cours d'eau,.

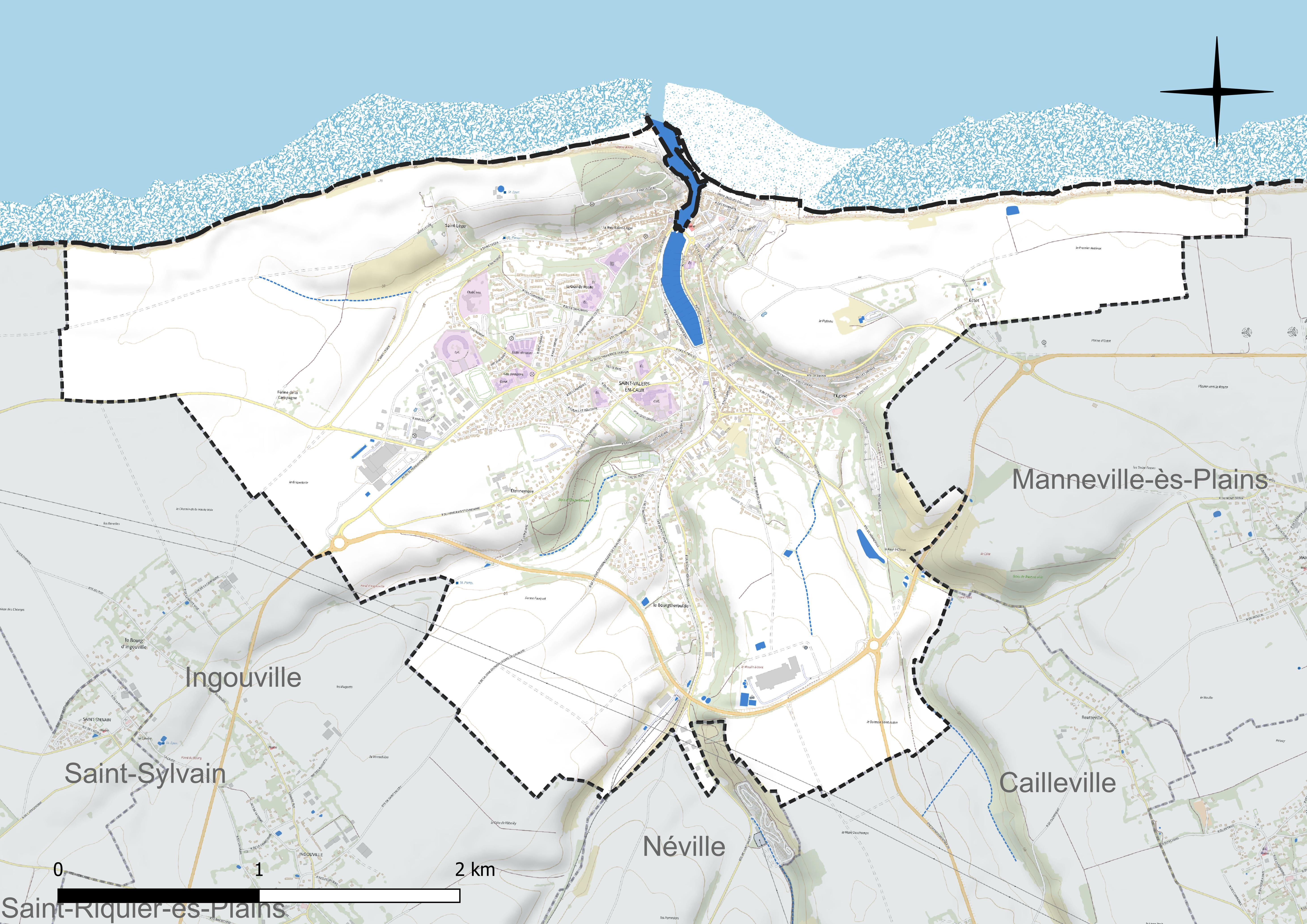
Réseau hydrographique de Saint-Valery-en-Caux.

### Climat
Pour des articles plus généraux, voir Climat de la Normandie et Climat de la Seine-Maritime.
En 2010, le climat de la commune est de type climat océanique franc, selon une étude du CNRS s'appuyant sur une série de données couvrant la période 1971-2000. En 2020, Météo-France publie une typologie des climats de la France métropolitaine dans laquelle la commune est exposée à un climat océanique et est dans la région climatique  Côtes de la Manche orientale, caractérisée par un faible ensoleillement (1 550 h/an) ; forte humidité de l’air (plus de 20 h/jour avec humidité relative > 80 % en hiver), vents forts fréquents. Parallèlement le GIEC normand, un groupe régional d’experts sur le climat, différencie quant à lui, dans une étude de 2020, trois grands types de climats pour la région Normandie, nuancés à une échelle plus fine par les facteurs géographiques locaux. La commune est, selon ce zonage, exposée à un « climat maritime », correspondant au Pays de Caux, frais, humide et pluvieux, légèrement plus frais que dans le Cotentin.
Pour la période 1971-2000, la température annuelle moyenne est de 10,7 °C, avec une amplitude thermique annuelle de 12,7 °C. Le cumul annuel moyen de précipitations est de 883 mm, avec 12,3 jours de précipitations en janvier et 8,4 jours en juillet. Pour la période 1991-2020, la température moyenne annuelle observée sur la station météorologique la plus proche, située sur la commune d'Ectot-lès-Baons à 26 km à vol d'oiseau, est de 10,8 °C et le cumul annuel moyen de précipitations est de 905,5 mm,. Pour l'avenir, les paramètres climatiques de la commune estimés pour 2050 selon différents scénarios d'émission de gaz à effet de serre sont consultables sur un site dédié publié par Météo-France en novembre 2022.

## Urbanisme

### Typologie
Au 1er janvier 2024, Saint-Valery-en-Caux est catégorisée bourg rural, selon la nouvelle grille communale de densité à sept niveaux définie par l'Insee en 2022.
Elle appartient à l'unité urbaine de Saint-Valery-en-Caux, une unité urbaine monocommunale constituant une ville isolée,. Par ailleurs la commune fait partie de l'aire d'attraction de Saint-Valery-en-Caux, dont elle est la commune-centre,. Cette aire, qui regroupe 17 communes, est catégorisée dans les aires de moins de 50 000 habitants,.
La commune, bordée par la Manche, est également une commune littorale au sens de la loi du 3 janvier 1986, dite loi littoral. Des dispositions spécifiques d’urbanisme s’y appliquent dès lors afin de préserver les espaces naturels, les sites, les paysages et l’équilibre écologique du littoral, tel le principe d'inconstructibilité, en dehors des espaces urbanisés, sur la bande littorale des 100 mètres, ou plus si le plan local d’urbanisme le prévoit.

### Occupation des sols
L'occupation des sols de la commune, telle qu'elle ressort de la base de données européenne d’occupation biophysique des sols Corine Land Cover (CLC), est marquée par l'importance des territoires agricoles (69,3 % en 2018), en diminution par rapport à 1990 (71,6 %). La répartition détaillée en 2018 est la suivante : 
terres arables (61,3 %), zones urbanisées (25 %), prairies (5,1 %), zones industrielles ou commerciales et réseaux de communication (4,3 %), zones agricoles hétérogènes (2,9 %), zones humides côtières (1,4 %). L'évolution de l’occupation des sols de la commune et de ses infrastructures peut être observée sur les différentes représentations cartographiques du territoire : la carte de Cassini (XVIIIe siècle), la carte d'état-major (1820-1866) et les cartes ou photos aériennes de l'IGN pour la période actuelle (1950 à aujourd'hui).

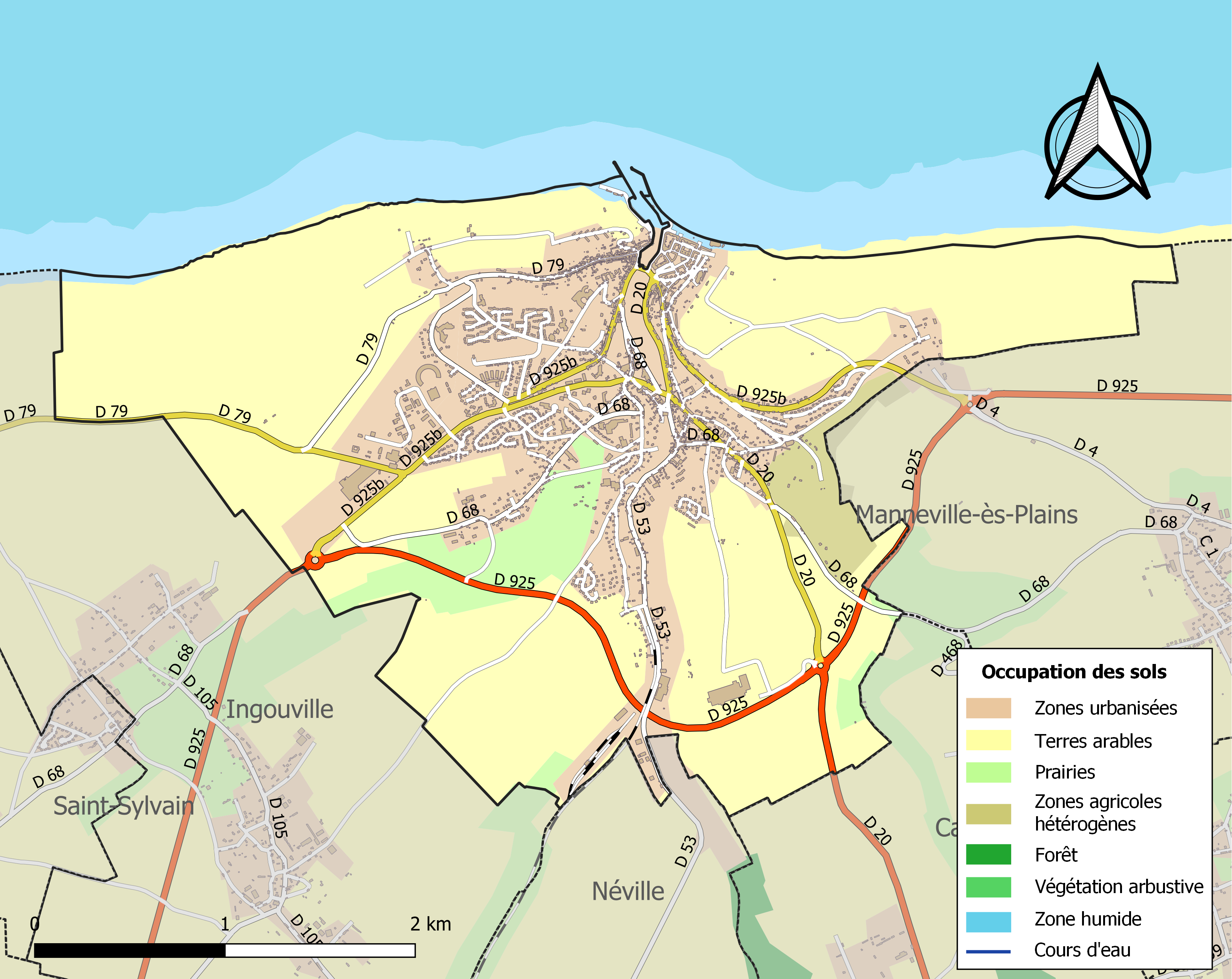
Carte des infrastructures et de l'occupation des sols de la commune en 2018 (CLC).

## Toponymie
Le nom de la localité est attesté sous la forme Sanctum Walaricum en 990, Sancti Walarici vers 1025, Ecclesia Sancti Walarici (ou Walerici) entre 1130 et 1164, Sancto Walarico in Planis en 1273, Saint Valeri ès plains en 1282, De Sancto Wallarico in planis en 1284, Sanctus Valericus in Planis en 1337, Saint Valier ès plains en 1374, Saint Valery ès plains en 1456, Saint Valery ès plains en 1456, Saint-Valery-en-Caux en 1953.
Saint-Valery s'écrit Saint-Wary en picard. Le nom est sans rapport avec le latin Valerius dont sont issus Valère et Valérie. Il procède du nom germanique Walaric, ce qui explique le e muet. On retrouve le même phénomène dans la commune de Saint-Valery-sur-Somme.

L'hagiotoponyme fait référence à Valery de Leuconay pour lequel Guillaume le Conquérant avait une grande vénération, il fit prélever une partie de ses reliques et les emporta dans différentes églises d’Angleterre. Il en déposa aussi en Normandie, dans ce lieu qui prit plus tard le nom de Saint-Valery-en-Caux. On peut voir aussi un gisant dans l’église Saint-Valery de Varengeville-sur-Mer.

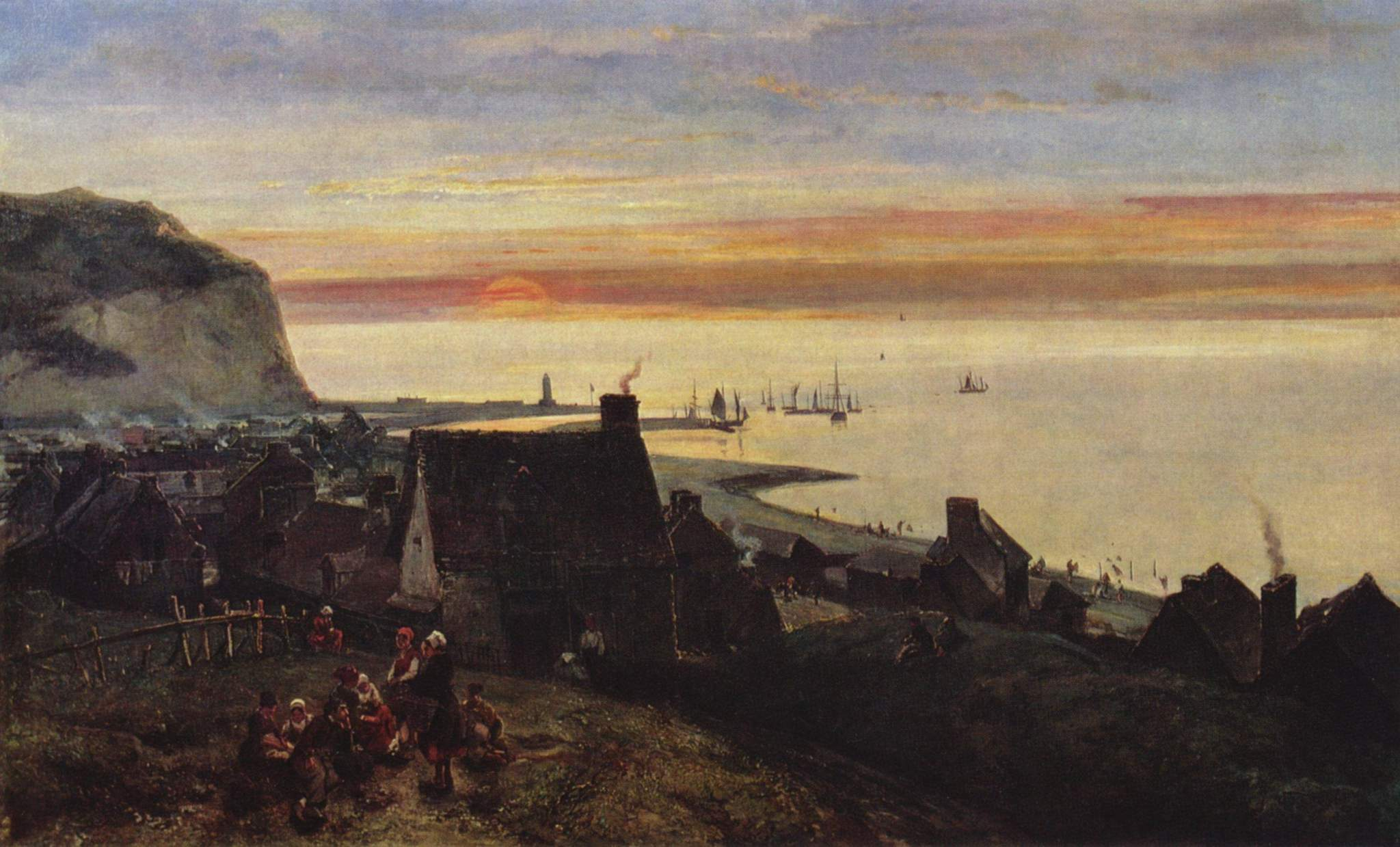
Jongkind, (1852)
Port de St Valery en Caux
musée Kröller-Müller, Otterlo.

Le pays de Caux est une région naturelle de Normandie appartenant au Bassin parisien.

## Histoire

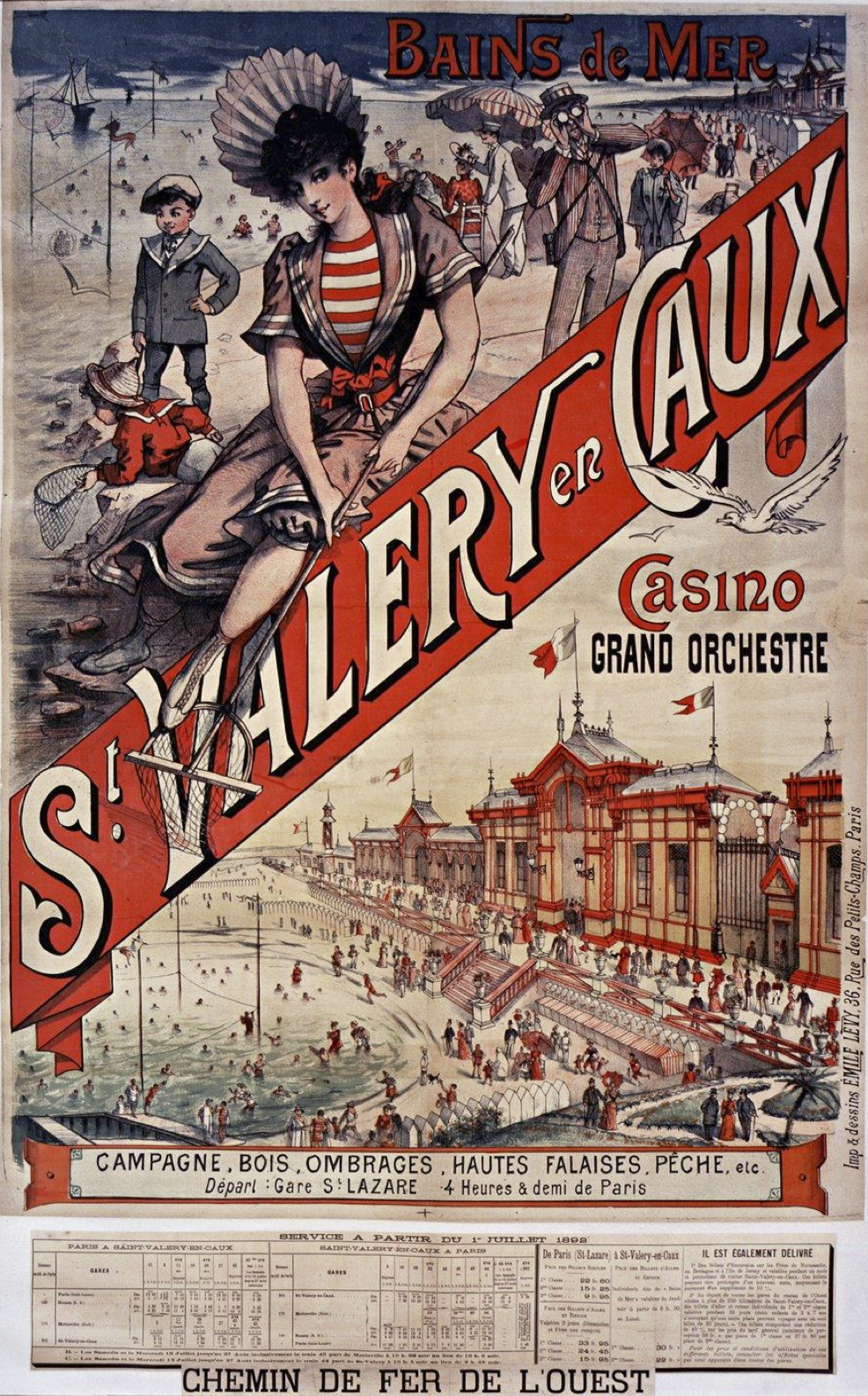
Affiche de 1892.

Le nom de Saint-Valery-en-Caux apparaît pour la première fois dans un document datant de 990, selon la charte dans laquelle Richard Ier, duc de Normandie, octroie une partie de ses biens personnels à l’abbaye de Fécamp. Cette charte a aujourd’hui disparu, mais une copie du XIIe siècle est actuellement conservée à la bibliothèque municipale de Rouen. Cette citation confirme l’existence de la ville à la fin du Xe siècle, mais le mystère demeure sur l’époque à laquelle lui fut donné ce nom. La légende de la création de la ville dit qu’elle aurait été fondée au VIIe siècle lorsque l’évangélisation des campagnes se développe sous l’impulsion des rois francs. Ainsi, Walaric fondateur du monastère de Leuconaüs (Saint-Valery-sur-Somme), fut appelé « l’apôtre des falaises » en portant la bonne parole sur tout le littoral. Selon la même légende, il aurait fondé un prieuré au fond de la vallée de Néville, là-même où sera plus tard construite l’église de Saint-Valery-en-Caux. La population des alentours se fixa autour de ce prieuré afin de suivre la pratique du culte, donnant ainsi naissance à la ville.
En 1472, après avoir levé le siège de Beauvais, Charles le Téméraire met Saint-Valery et toute la contrée à feu et à sang.

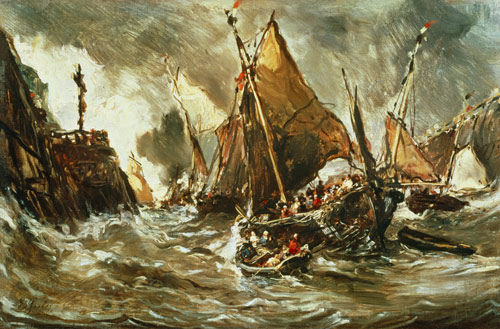
Matelots sortant du port de Saint-Valery-en-Caux
Eugène Isabey, vers1867
Musée des beaux-arts de Caen

Au cours de la Révolution française, la commune porte provisoirement le nom de Port-le-Pelletier.

Photos anciennes de Saint-Valery-en-Caux
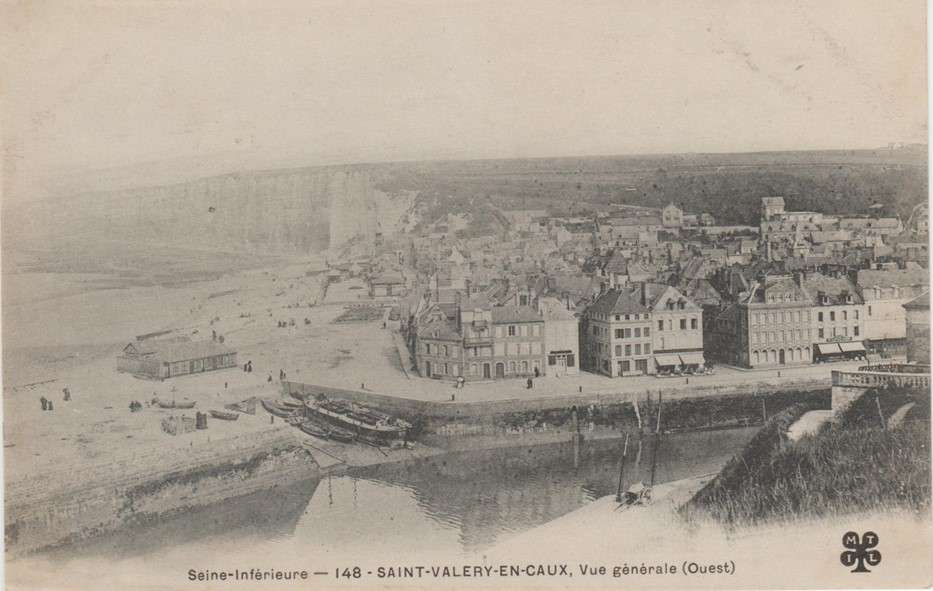
Vue générale (ouest)
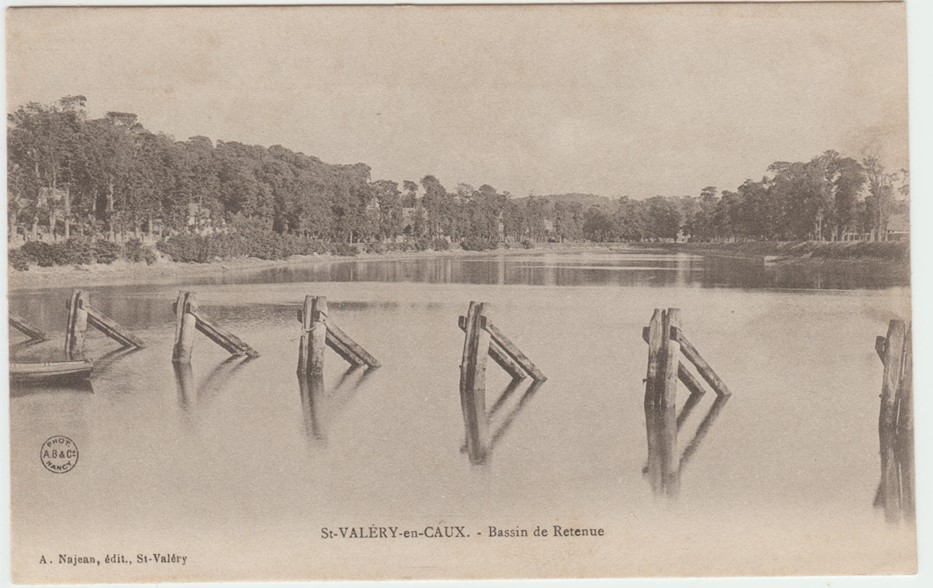
Bassin de retenue
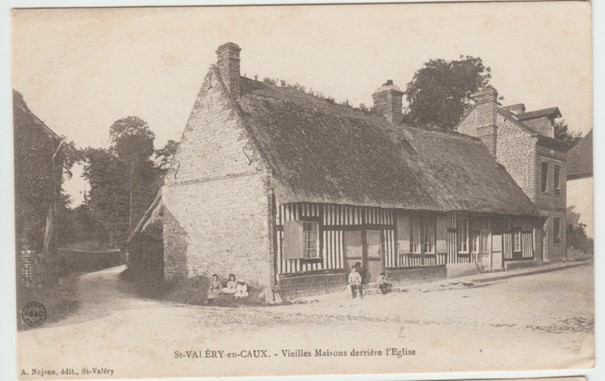
Vieilles maisons derrière l'église
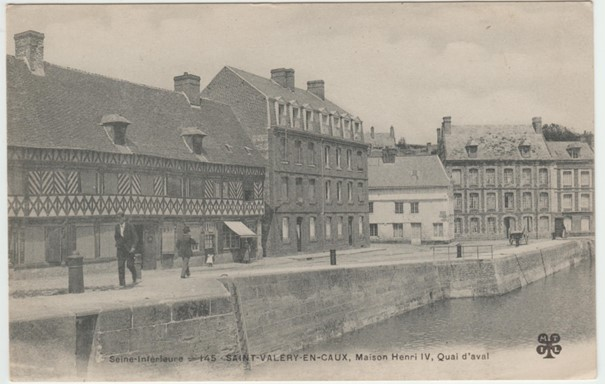
Photographie ancienne de la Maison Henri IV sur le quai d'aval
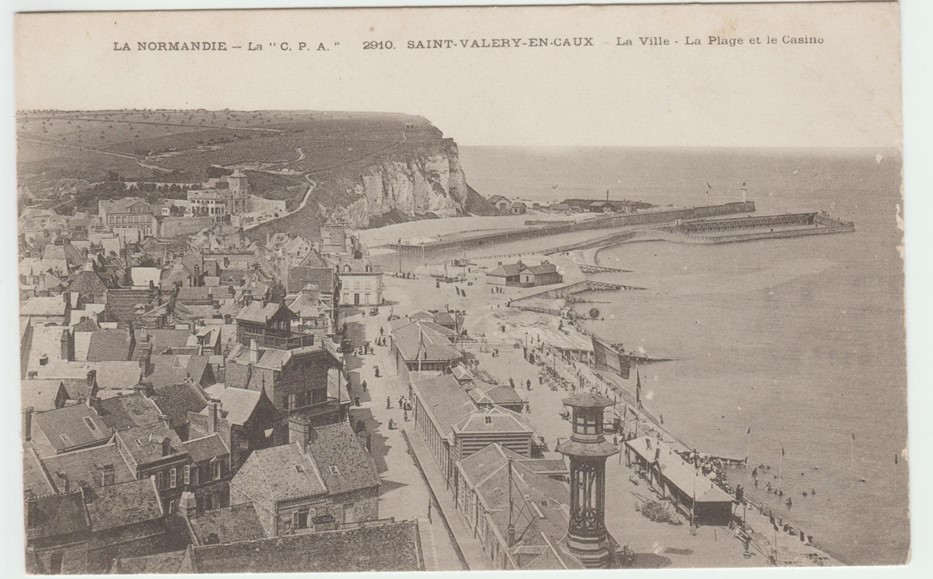
Vue générale
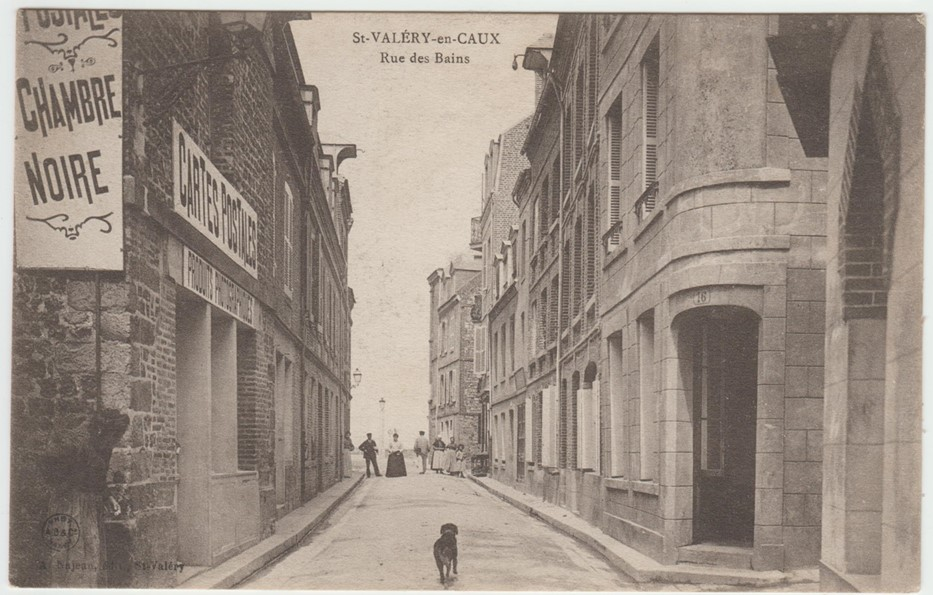
Photographie ancienne de la rue des Bains

### La bataille de Saint-Valery
Le centre-ville fut presque entièrement détruit par les bombardements lors du siège de la ville, du 10 au 12 juin 1940. En effet, dès le 10 juin, la 7e Panzerdivision menée par Rommel perce jusqu'à la Seine les positions du 9e corps d'armée français du général Ihler ainsi que de la 51e division d'infanterie (Highland) du major-général Fortune, et les isole. Rommel, devinant l'intention des Alliés de s'embarquer pour l'Angleterre fait encercler Fécamp le 10 juin. Par ses tirs d'artillerie, il oblige la Navy à s'éloigner : deux de ses navires sont endommagés. Les troupes alliées se replient sur Saint-Valery-en-Caux, dernier port de la poche. Le 11, Rommel fait pilonner la ville et le port de Saint-Valery-en-Caux. Le général André Berniquet, commandant la 2e division légère de cavalerie, y perd la vie. Lors de cette journée, les Alliés opposent une résistance tenace, afin de pouvoir embarquer un maximum de troupes dans l'hypothèse de l'arrivée de la Royal Navy. Un épais brouillard empêche tout embarquement de nuit. Au matin du 12 juin, le cargo armé français le Cérons engage un duel avec les canons allemands juchés sur la falaise d'amont de Saint-Valery. Après avoir détruit deux canons de 105 mm allemands, le patrouilleur est coulé. Le cargo français réquisitionné Granville est touché par un obus de char allemand et coule au large de Paluel.
Rommel accepte la reddition du général Ihler en début de soirée sur la place détruite de la ville.
La 7e Panzer a dû mobiliser tous ses moyens pour réduire la défense franco-écossaise mais est récompensée par la prise de douze généraux alliés dont Ihler et le major-général Victor Fortune commandant la 51e division d'infanterie (Highland). En outre, entre douze mille et vingt-six mille soldats, dont au moins huit mille Britanniques, une centaine de canons, cinquante-huit blindés légers et trois cent soixante-huit mitrailleuses, ainsi que des milliers de fusils et de camions sont capturés par l'armée allemande. À la suite de la bataille de Saint-Valery, Rommel écrira à sa femme :

« Très chère Lu,
Ici, la bataille est terminée. Un commandant de corps d'armée et 4 commandants de division se sont présentés à moi aujourd'hui sur la place du marché de Saint-Valery, contraints par ma division à se rendre. Moments merveilleux ! »

— Erwin Rommel, 12 juin 1940.
Saint-Valery-en-Caux sera libérée par les Alliés le 11 septembre 1944.

### Aix-en-Provence marraine de guerre
Après la bataille qui a lieu du 10 au 12 juin 1940, Saint-Valery-en-Caux est détruite à près de 70 %. En particulier, la majorité des bâtiments administratifs sont anéantis, mais également la plupart des habitations. Le 14 août 1942, Alexandre Pujes et Michel Saffier, respectivement préfet délégué et sous-préfet de Dieppe, sont en visite à Saint-Valery et constatent l'état catastrophique dans lequel la ville se trouve encore depuis juin 1940. Le maire, André Retel, suggère alors que la ville soit adoptée par une ville marraine de guerre, comme cela a pu déjà se faire lors de la Première Guerre mondiale.
Le conseil municipal d'Aix-en-Provence reçoit la requête envoyée par Alexandre Pujes le 26 octobre 1942. La décision est prise de verser un premier secours de 50 000 francs. Saint-Valery-en-Caux apprend l'adoption le 26 novembre. Son annonce officielle et celle du premier versement survient lors du conseil municipal du 6 décembre 1942.
Afin de pouvoir soutenir sa filleule, Aix-en-Provence multiplie les actions, ce qui permet d'envoyer à Saint-Valery plusieurs secours.

### Après la Libération
Le 17 janvier 1945, à la suite d'une panne du système de freinage, un train transportant des soldats de l'armée américaine ne parvient pas à s'arrêter et traverse la gare terminale de Saint-Valery. Le bilan est lourd : 89 soldats américains sont tués et 152 sont blessés,.

## Politique et administration

### Tendances politiques et résultats
Lors du premier tour des élections municipales de 2020, la liste menée par le DVD Jean-François Ouvry remporte le scrutin avec 798 voix (51,75 % des suffrages exprimés), devançant les listes menées par Joël Sallé (DVG, 462 voix, 29,96 %) et par Raphaël Distante (DVD, 282 voix, 18,29 %), l'abstention s'étant élevée à 47,49 %.

### Liste des maires
| Période                                  | Période                    | Identité            | Étiquette              | Qualité |
| ---------------------------------------- | -------------------------- | ------------------- | ---------------------- | --- |
| Les données manquantes sont à compléter. |                            |                     |                        | |
| ca 1942                                  |                            | André Retel         |                        | |
|                                          |                            | Henri Cherfils      | Rad.                   | Conseiller général de Saint-Valery-en-Caux (1945 → 1955) |
| Les données manquantes sont à compléter. |                            |                     |                        | |
| mars 1959                                | mars 2001                  | Jacques Couture     | RI puis UDF-PR puis DL | Médecin retraité Député suppléant de Roger Fossé (1968-1986) Conseiller régional de Haute-Normandie (1986 → 1998) Conseiller général de Saint-Valery-en-Caux (1955 → 2004)                                   |
| mars 2001                                | mars 2014                  | Gérard Mauger       | DVD                    | Ingénieur EDF retraité |
| mars 2014                                | mai 2020                   | Dominique Chauvel   | PS puis DVG            | Formatrice, en détachement Députée de la Seine-Maritime (10e circ. (2012 → 2017) Conseillère générale de Fontaine-le-Dun (2004 → 2015) Vice-présidente du conseil général de la Seine-Maritime (2008 → 2015) |
| mai 2020                                 | En cours (au 10 août 2020) | Jean-François Ouvry | DVD                    | Vice-président de la CC de la Côte d'Albâtre (2020 → ) |

### Distinctions et labels
La commune est classée « quatre fleurs[Quand ?] » au Concours des villes et villages fleuris[réf. nécessaire].

### Jumelages
Saint-Valery-en-Caux est jumelée à :
- Inverness (Écosse) ;
- Sontheim an der Brenz (Allemagne).

## Démographie
L'évolution du nombre d'habitants est connue à travers les recensements de la population effectués dans la commune depuis 1793. Pour les communes de moins de 10 000 habitants, une enquête de recensement portant sur toute la population est réalisée tous les cinq ans, les populations de référence des années intermédiaires étant quant à elles estimées par interpolation ou extrapolation. Pour la commune, le premier recensement exhaustif entrant dans le cadre du nouveau dispositif a été réalisé en 2008.

En 2022, la commune comptait 3 884 habitants, en évolution de −5,38 % par rapport à 2016 (Seine-Maritime : +0,35 %, France hors Mayotte : +2,11 %).
| 1793  | 1800  | 1806  | 1821  | 1831  | 1836  | 1841  | 1846  | 1851  |
| ----- | ----- | ----- | ----- | ----- | ----- | ----- | ----- | ----- |
| 4 795 | 4 845 | 4 887 | 5 018 | 5 328 | 5 236 | 5 370 | 5 404 | 5 377 |

| 1856  | 1861  | 1866  | 1872  | 1876  | 1881  | 1886  | 1891  | 1896  |
| ----- | ----- | ----- | ----- | ----- | ----- | ----- | ----- | ----- |
| 4 800 | 4 710 | 4 694 | 4 522 | 4 238 | 4 496 | 4 103 | 4 014 | 3 912 |

| 1901  | 1906  | 1911  | 1921  | 1926  | 1931  | 1936  | 1946  | 1954  |
| ----- | ----- | ----- | ----- | ----- | ----- | ----- | ----- | ----- |
| 3 553 | 3 544 | 3 202 | 2 790 | 2 608 | 2 557 | 2 566 | 2 455 | 2 954 |

| 1962  | 1968  | 1975  | 1982  | 1990  | 1999  | 2006  | 2008  | 2013  |
| ----- | ----- | ----- | ----- | ----- | ----- | ----- | ----- | ----- |
| 2 905 | 3 089 | 3 274 | 5 501 | 4 595 | 4 782 | 4 546 | 4 470 | 4 254 |

| 2018  | 2022  | - | - | - | - | - | - | - |
| ----- | ----- | - | - | - | - | - | - | - |
| 3 907 | 3 884 | - | - | - | - | - | - | - |

## Économie

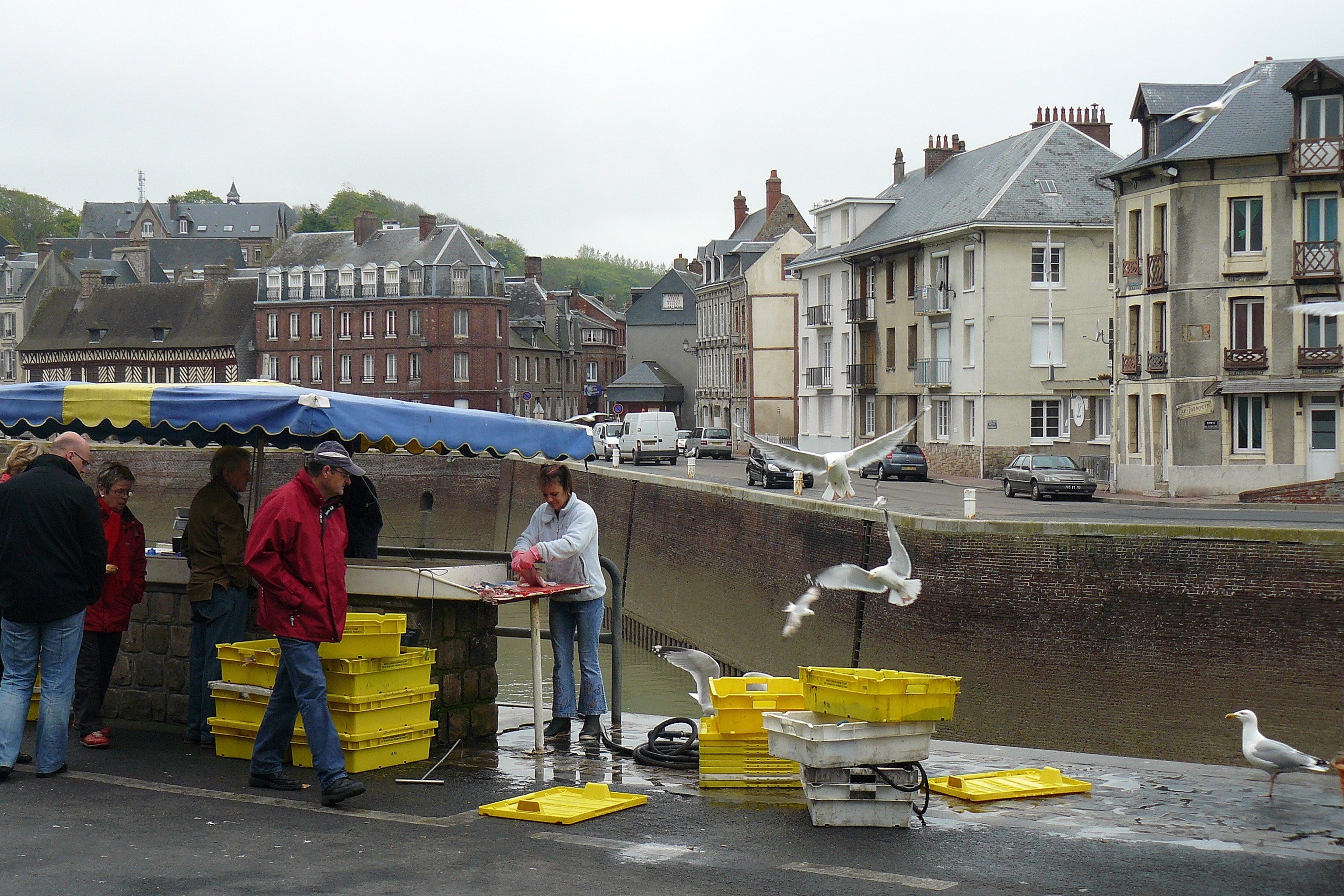
La vente du poisson sur le Quai d'Amont.

- Antenne de la chambre de commerce et d'industrie de Rouen.
- C'est à Saint-Valery-en-Caux qu'a été installé en 2000 le relais français du câble sous-marin de communication transatlantique TAT-14[32],[33].

## Culture locale et patrimoine

### Lieux et monuments

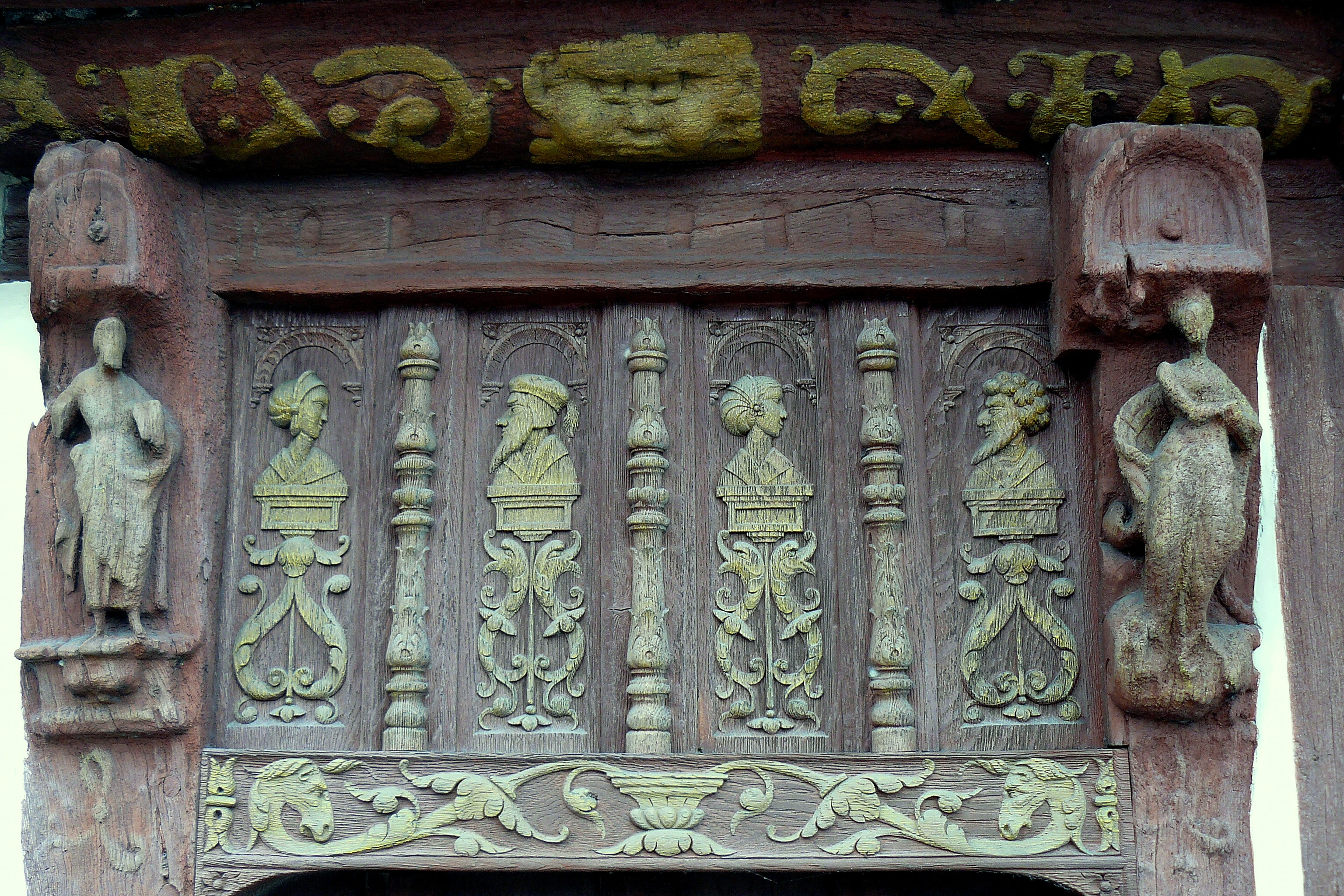
Maison Henri-IV : détail de la façade.

- Maison à colombage dite Henri IV[34], appelée aussi maison Ladiré.

Cette maison est construite par l'armateur Guillaume Ladiré, en 1540. L'inscription au-dessus du porche en témoigne :
« l'an mil V cens XXXX ceste meson fvt faicte P.Gville Ladiré A.Q Diev done bone vie »,
soit :
l'an mil(le) cinq [5] cent quarante [XL / 40... 1540] cette maison fut faite P[ar / Pour ?] Guill[aum]e Ladiré A[rmateur] / À Qui, auquel /  A[fin] Que Dieu [lui] donne bonne vie.
Le nom commun de « Maison Henri IV » est issu de la tradition orale selon laquelle, Henri IV, en 1593, lors de campagnes militaires contre la Ligue dans la région, entre Dieppe et Fécamp, s'y serait arrêté coucher.
- Église paroissiale de Saint-Valery-en-Caux

Sa construction remonterait au XVIe siècle selon une inscription mentionnant l'année 1530 sur une colonne dans la tour du clocher. L'église est faite d'une nef et de deux collatéraux. C'est un bâtiment entièrement en grès, avec une toiture en ardoise. Des vitraux du XIXe siècle de Claudius Lavergne la décorent. Les confessionnaux, datant du XVe siècle sont classés monuments historiques. L'orgue, restauré en 2008, est signé Nicolas Antoine Lété (XVIIIe siècle). Par ailleurs, un vitrail a été offert par les Écossais d'Inverness, en souvenir de la 51e division d'infanterie (Highland).
- Église Saint-Martin dont l'orgue est classé comme objet monument historique[35],[36] ;
- Cimetière militaire de la Seconde Guerre mondiale ;
- Les couvent et cloître des Pénitents, fondé au XVIIe siècle ;
- Port de plaisance de 550 places ;
- Phare de Saint-Valery-en-Caux ;
- Clocher Saint-Léger ;
- Chapelle Notre-Dame-de-Bon-Port (1953), due à l'architecte Raymond Lopez et ses vitraux à André-Louis Pierre.
- Camp Lucky Strike.

### Personnalités liées à la commune

#### Natifs de Saint-Valery-en-Caux
- Abraham Leseigneur (1759-1835), homme politique né et décédé à Saint-Valery-en-Caux, député de la Seine-Inférieure pendant les Cent-Jours.
- Adrien Victor Auger (1787-1854), peintre élève de Jacques-Louis David ;
- Adolphe Leseigneur (1795-1879), homme politique né et décédé à Saint-Valery-en-Caux, député de la Seine-Maritime de 1842 à 1848.
- Jacques-François Ochard (1800-1870), peintre ;
- Paul-Félix-Arsène Billard (1829-1901), évêque de Carcassonne ;
- Louis Savoye (1836 à Saint-Valery-en-Caux-1918 à Paris), homme politique, député de Seine-Maritime de 1871 à 1881.
- René Cogny (1904-1968), officier général ;
- Fabien Canu (1960-), judoka.

#### Leurs noms sont liés à Saint-Valery-en-Caux
- Alexandre Dumas fils y passait ses étés ;
- Sacha Guitry, qui débute en 1905 au Casino ;
- Marcel Dupré, musicien, passe tous ses étés jusqu'en 1939 à la Villa Julia-Marie.

### Saint-Valery-en-Caux et le cinéma
- 1968 : dans le film Angélique et le Sultan, Colin Paturel déclare qu'il est originaire de la commune.
- 2004 : Arsène Lupin de Jean-Paul Salomé (séquence du phare)
- 2009 : Le Nom des gens de Michel Leclerc (séquence de la plage)

### Héraldique
| Armes de Saint-Valery-en-Caux | Les armes de la commune de Saint-Valery-en-Caux se blasonnent ainsi : d'azur à deux dauphins adossés d'argent. |